# Тибо II де Блуа
Тибо II (фр. Thibaut II de Blois; ок. 979/981 — 11 июля 1004) — граф Блуа, Шартра, Шатодёна, Тура, Бове, Реймса и Дрё с 996, второй сын графа Эда I де Блуа и Берты Бургундской.

## Биография
Поскольку старший брат Тибо, Роберт, умер ещё при жизни отца, то после смерти графа Эда I де Блуа в 995 или 996 году его владения унаследовал Тибо. Однако, так как он в это время был ещё несовершеннолетним, его обширные владения, в состав которых входили графства Блуа, Шартр, Шатодён, Тур, Бове, Реймс и Дрё, на некоторое время оказались под управлением короля Франции Роберта II Благочестивого, женившегося на матери Тибо. Королю Роберту удалось защитить владения пасынка от притязаний графа Анжу Фулька III Нерры.
После того как Тибо стал совершеннолетним, он принял на себя управление своими землями. О его правлении известно мало. В 1004 году Тибо собрался предпринять путешествие в Рим, чтобы добиться от папы подтверждения выбора аббатом монастыря Сен-Пер-де-Шартр своего приверженца Менарда, но по дороге умер. Тело Тибо было похоронено в аббатстве Сен-Пер-де-Шартр. Поскольку Тибо женат не был и детей не оставил, то ему наследовал его младший брат Эд II.